# Хадъркьой
Хадъркьой (на турски: Hıdırköy) е село в Източна Тракия, Турция, Вилает Одрин.

## География
Селото се намира на 20 километра северозападно от Кешан.

## История
В 19 век Хадъркьой е село в Кешанска каза на Одринския вилает на Османската империя. Според статистиката на професор Любомир Милетич в 1912 година в селото живеят 10 български патриаршистки семейства смесени с гърци.